# Райновское
Райновское — посёлок в Россошанском районе Воронежской области. Входит в состав Копёнкинского сельского поселения.

## История
Посёлок пострадал от бомбардировок в годы Великой Отечественной войны.
6 октября 1941 года при бомбёжке поезда на станции Райновской погибли 360 человек и 366 было ранено, а посёлок был сожжён.

## Инфраструктура
В посёлке находится железнодорожная станция Райновская, проложены 4 улицы: Верхняя, Нижняя, Средняя и МПС.

## Население
| 2010 |
| ---- |
| 212  |